# (10101) Fourier
(10101) Fourier ist ein Asteroid des Hauptgürtels, der am 30. Januar 1992 vom belgischen Astronomen Eric Walter Elst am La-Silla-Observatorium (IAU-Code 809) der Europäischen Südsternwarte entdeckt wurde.
Der Himmelskörper wurde am 28. Juli 1999 nach dem französischen Mathematiker und Physiker Jean Baptiste Joseph Fourier (1768–1830) benannt, der durch seine Arbeiten auf dem Gebiet der mathematischen Physik, wie zum Beispiel der Fourieranalyse, einen Grundstein der modernen Physik legte.